# Крушина (Ґарволінський повіт)
Крушина (пол. Kruszyna) — село в Польщі, у гміні Троянув Ґарволінського повіту Мазовецького воєводства.
Населення — 102 особи (2011).
У 1975-1998 роках село належало до Седлецького воєводства.

## Демографія
Демографічна структура станом на 31 березня 2011 року:
|          | Загалом | Допрацездатний вік | Працездатний вік | Постпрацездатний вік |
| -------- | ------- | ------------------ | ---------------- | -------------------- |
| Чоловіки | 50      | 11                 | 31               | 8                    |
| Жінки    | 52      | 7                  | 26               | 19                   |
| Разом    | 102     | 18                 | 57               | 27                   |